# Hans-Hugold von Schwerin
Hans-Hugold von Schwerin est un explorateur suédois (né près de Malmö le 17 septembre 1853 et mort à Lund le 18 décembre 1912). Il participe aux expéditions organisées à l'époque de la naissance de l'État Indépendant du Congo sous la tutelle de Léopold II.

## Biographie
Hans von Schwerin fait ses études à Lund en Suède. Il y obtient le titre de docteur en philosophie en 1884, puis donne des cours de géographie. Il est très intéressé par l'anthropologie et est nommé délégué de sociétés savantes suédoises lors de congrès mondiaux. En 1885, il est chargé par son pays de faire un rapport sur les débouchés possibles pour son pays dans le bassin du Congo. Avant de partir pour l'Afrique, von Schwerin passe une quinzaine de jours en Belgique où il est reçu par le roi Léopold II. Il promet au directeur du Mouvement géographique à Bruxelles de lui envoyer des rapports sur ses travaux. 
Le 14 novembre 1885, il arrive au Congo et il entreprend ses explorations. Elles débutent sur la rivière Kasaï à Luebo. Un second voyage le mène jusqu'au Stanley Falls (actuellement Chutes Boyoma), en passant par Makanza où il étudie les réalisations de Camille Coquilhat. Parti le 17 juillet 1886, de Kinshasa, il arrive aux chutes le 18 août. Il organise encore une troisième expédition autour du Stanley Pool (actuellement Pool Malebo) en pirogue où la faune et la flore sont remarquables. Von Schwerin comparait le sud du Pool, la région de Manguele, au Parc de Yellowstone. 
Il entreprend aussi l'exploration de la rivière Inkisi qui se jette dans le fleuve Congo. Il est un des premiers visiteurs européens à accéder à ses régions et l'accueil des populations africaines Bakongos y est vraiment hospitalier.

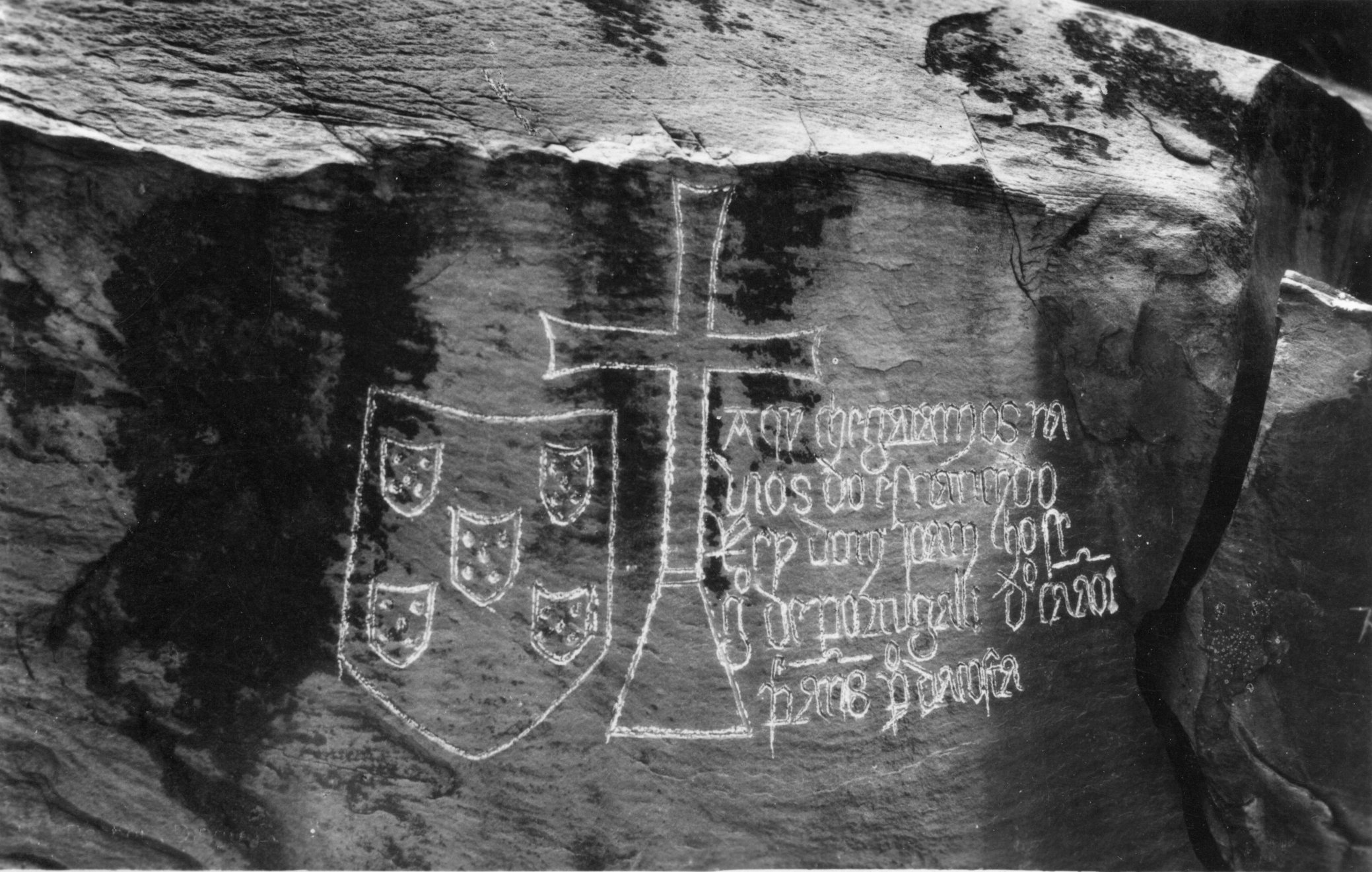
Matadi, Congo, pierre posée par Diogo Cão.

Au cours d'un de ses derniers voyages, il découvrit avec le Portugais F. de França le padrão (borne de pierre avec les symboles du Portugal plantée dans les terres découvertes) érigé par l'explorateur portugais Diogo Cão en 1485 comme preuve de son passage. De retour en Europe en 1887, il est nommé consul pour l'État Indépendant du Congo dans sa ville de Lund avec juridiction sur la Suède, la Norvège et le Danemark. Il termine sa carrière comme professeur de géographie et d'économie politique à l'université de Lund .